# Navalmanzano
Navalmanzano település Spanyolországban, Segovia tartományban. Navalmanzano San Martín y Mudrián, Pinarejos, Zarzuela del Pinar, Fuentepelayo, Pinarnegrillo és Carbonero el Mayor községekkel határos. Lakosainak száma 1044 fő (2024).

## Népesség
A település népessége az elmúlt években az alábbi módon változott:
| Lakosok száma | 1135 | 1157 | 1143 | 1185 | 1186 | 1145 | 1081 | 1049 | 1033 | 1044 |
|               | 2001 | 2004 | 2007 | 2009 | 2012 | 2014 | 2017 | 2019 | 2022 | 2024 |